# Diocesi di Posala
La diocesi di Posala è una diocesi soppressa del patriarcato di Costantinopoli e una sede titolare soppressa della Chiesa cattolica con il titolo di Possala (in latino Possalensis).

## Storia
Posala, localizzata nei pressi di Özyurt, nel distretto di Kazımkarabekir in Turchia, è un'antica sede episcopale della provincia romana della Licaonia nella diocesi civile di Asia. Faceva parte del patriarcato di Costantinopoli ed era suffraganea dell'arcidiocesi di Iconio.
La diocesi è documentata nelle Notitiae Episcopatuum del patriarcato di Costantinopoli fino al XII secolo.
Michel Le Quien, nella sua opera Oriens christianus (1740), ignora l'esistenza di questa diocesi. Unico vescovo attribuibile a Posala è Eugenio, che prese parte al concilio di Costantinopoli del 381.
Con il titolo di Possala, la diocesi è stata una sede vescovile titolare della Chiesa cattolica. Unico titolare è stato Sylvain van Hee, vicario apostolico di Koango (oggi diocesi di Kikwit) nella Repubblica Democratica del Congo.

## Cronotassi

### Vescovi greci
- Eugenio † (menzionato nel 381)

### Vescovi titolari
- Sylvain van Hee, S.I. † (28 marzo 1928 - 26 marzo 1960 deceduto)